# 缸窑岭镇
缸窑岭镇，是中华人民共和国辽宁省葫芦岛市南票区下辖的一个乡镇级行政单位。

## 行政区划
缸窑岭镇下辖以下地区：
缸窑岭村、房身村、下五家子村、陈仗子村、葡萄沟村、山咀村、偏台营子村、古刹寺村、岭底下村、辛店村、大窝铺村、六家窝铺村和闫松村。